# アス・ソモーサス

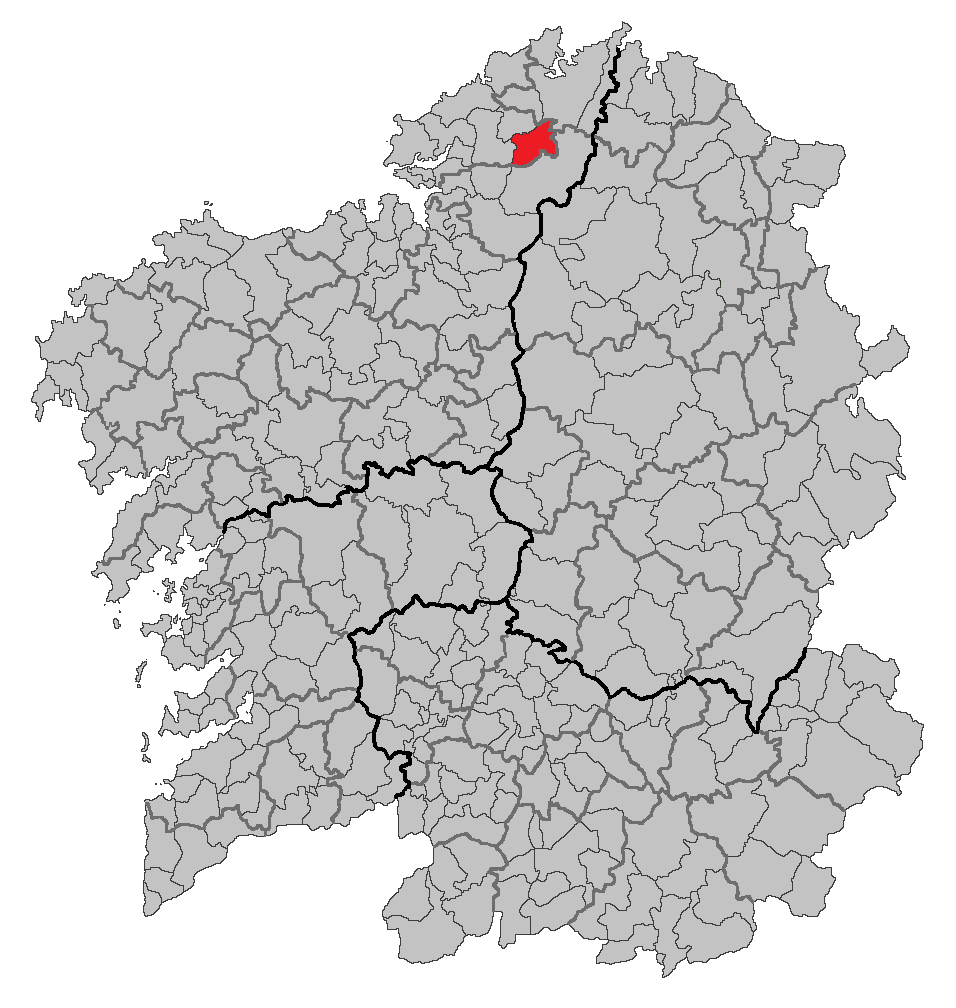

アス・ソモーサス（As Somozas）は、スペイン、ガリシア州、ア・コルーニャ県の自治体。コマルカ・デ・フェロルに属する。ガリシア統計局によると、2011年の人口は1,306人（2010年：1,342人、2009年：1,382人、2006年：1,392人、2005年：1,411人、2004年：1,403人、2003年：1,407人）である。住民呼称は、男女同形のsomocense。カスティーリャ語表記は定冠詞のないSomozas。
ガリシア語話者の自治体人口に占める割合は98.40％（2001年）。

## 地理
アス・ソモーサスはア・コルーニャ県の北東部に位置し、コマルカ・デ・フェロルに属する。北はモエーチェ、セルディード、オルティゲイラと、東から南はアス・ポンテス・デ・ガルシーア・ロドリゲスと、西はサン・サドゥルニーニョの各自治体と隣接、自治体の中心地区は、アス・ソモーサス教区のア・イグレーシャ地区。
アス・ソモーサスはフェロル司法管轄区に属す。

### 人口
住民は4の教区の150の地区（集落）に居住する。
| アス・ソモーサスの人口推移 1900－2010                   |
|                                                         |
| 出典:INE（スペイン国立統計局）1900年 - 1991年、1996年 - |

## 政治
自治体評議員はガリシア国民党：8、ガリシア社会党（PSdeG-PSOE）：1となっている（2011年5月22日の自治体選挙結果、得票順）。
| '2011年5月22日自治体選挙 |        |        |          |
| 政党                     | 得票数 | 得票率 | 獲得議席 |
| PPdeG                    | 699    | 79.43% | 8        |
| PSdeG-PSOE               | 85     | 9.66%  | 1        |
| BNG                      | 80     | 9.09%  | 0        |

## 教区
アス・ソモーサスは4の教区に分けられている。太字は自治体中心地区のある教区。
- アス・エンチョウサス（サン・ペドロ）
- レセメル（サンタ・マリーア）
- セイシャス（サンタ・マリーア）
- アス・ソモーサス（サンティアーゴ・セレー）